# فرویو (داکوتای جنوبی)
فرویو(به انگلیسی: Fairview) شهری در ایالت داکوتای جنوبی کشور ایالات متحده آمریکا است که جمعیت آن در سرشماری سال ۲۰۱۰ میلادی، ۶۰ نفر بوده‌است.